# 지장간
지장간(支藏干)은 지지 안에 숨겨져 있는 천간을 말하며, 이는 사주팔자를 볼 때, 4개의 지지를 볼 때 같이 본다. 지장간에는 정기(正氣)와 여기(餘氣), 중기(中氣)가 있으며, 지지마다 발생 기운의 정도는 다르다.

## 지장간의 종류

### 정기(正氣)
정기는 오행적 위치에 따라 정해진 천간이며, 세 가지의 지장간 중에서는 가장 강한 지장간이다. 지지에는 현재 생지(生支), 왕지(旺支), 고지(庫支)가 있는데, 이는 네 가지의 계절에 각각 생지, 왕지, 고지가 각각 하나씩 있다. 인목(寅木)과 신금(申金), 사화(巳火)와 해수(亥水)는 생지, 자수(子水)와 오화(午火), 묘목(卯木)과 유금(酉金)은 왕지, 진토(辰土)와 술토(戌土), 축토(丑土)와 미토(未土)는 고지이다. 이때, 목은 봄의 기운, 화는 여름의 기운, 금은 가을의 기운, 수는 겨울의 기운을 가지고 있고, 토는 다음 계절로 전환하는 기운을 가지고 있기 때문에 봄의 생지는 인목, 봄의 왕지는 묘목, 봄의 고지는 진토가 된다. 각 지지는 하나의 달이 되기도 하는데, 생지의 기운을 가진 달을 맹월(孟月), 왕지의 기운을 가진 달을 중월(仲月), 고지의 기운을 가진 달을 계월(季月)이라고 한다. 이때 맹월은 각 계절이 새롭게 생하기 때문에 양의 기운을 가지고, 중월은 생을 마치고 쇠하기 때문에 음의 기운을 가진다. 각 지지의 정기는 다음과 같다.
| 지지 | 계절 | 구분 | 정기 |
| ---- | ---- | ---- | ---- |
| 子   | 겨울 | 왕지 | 癸   |
| 丑   | 겨울 | 고지 | 己   |
| 寅   | 봄   | 생지 | 甲   |
| 卯   | 봄   | 왕지 | 乙   |
| 辰   | 봄   | 고지 | 戊   |
| 巳   | 여름 | 생지 | 丙   |
| 午   | 여름 | 왕지 | 丁   |
| 未   | 여름 | 고지 | 己   |
| 申   | 가을 | 생지 | 庚   |
| 酉   | 가을 | 왕지 | 辛   |
| 戌   | 가을 | 고지 | 戊   |
| 亥   | 겨울 | 생지 | 壬   |

### 여기(餘氣)
여기는 앞달(다시 말해 앞의 지지)의 정기로부터 남겨진 기운이다. 각 지지의 여기는 다음과 같다.
| 지지 | 전지 정기 | 여기 |
| ---- | --------- | ---- |
| 子   | 壬        | 壬   |
| 丑   | 癸        | 癸   |
| 寅   | 己        | 戊   |
| 卯   | 甲        | 甲   |
| 辰   | 乙        | 乙   |
| 巳   | 戊        | 戊   |
| 午   | 丙        | 丙   |
| 未   | 丁        | 丁   |
| 申   | 己        | 戊   |
| 酉   | 庚        | 庚   |
| 戌   | 辛        | 辛   |
| 亥   | 戊        | 戊   |

이때, 인목과 신금은 앞 지지인 축토와 미토의 정기는 기토(己土)이지만, 해당 지지의 여기는 무토(戊土)이다. 이는 습토(濕土)인 기토가 시간이 지나고 마르게 되어 건토(乾土)인 무토(戊土)의 기운으로 변질됐기 때문이다.

### 중기(仲氣)
중기는 한자 뜻풀이 그대로 정기와 여기에 버금가는 기운을 말한다. 역학에 의하면 봄의 기운은 앞 계절인 겨울 생지에 태어나 봄 왕지에 가장 왕성하고, 다음 계절인 여름 고지에 기운이 사라진다. 여름의 기운, 가을의 기운, 겨울의 기운도 마찬가지로 봄·여름·가을 생지에 태어나 여름·가을·겨울 왕지에 가장 왕성하고, 가을·겨울·봄 고지에 기운이 사라진다. 각 지지별 중기는 다음과 같다.
| 지지 | 이전 계절 | 자기 계절 | 다음 계절 | 중기 |
| ---- | --------- | --------- | --------- | ---- |
| 子   | 가을      | 겨울      | 봄        | 없음 |
| 丑   | 가을      | 겨울      | 봄        | 辛   |
| 寅   | 겨울      | 봄        | 여름      | 丙   |
| 卯   | 겨울      | 봄        | 여름      | 없음 |
| 辰   | 겨울      | 봄        | 여름      | 癸   |
| 巳   | 봄        | 여름      | 가을      | 庚   |
| 午   | 봄        | 여름      | 가을      | 己   |
| 未   | 봄        | 여름      | 가을      | 乙   |
| 申   | 여름      | 가을      | 겨울      | 壬   |
| 酉   | 여름      | 가을      | 겨울      | 없음 |
| 戌   | 여름      | 가을      | 겨울      | 丁   |
| 亥   | 가을      | 겨울      | 봄        | 甲   |

여기에서 생지인 인목(寅木)과 신금(申金), 사화(巳火)와 해수(亥水)는 다음 계절의 양간이 중기이고, 고지인 진토(辰土)와 술토(戌土), 축토(丑土)와 미토(未土)는 앞 계절의 음간이 중기이다. 그리고 왕지인 자수(子水)와 오화(午火), 묘목(卯木)과 유금(酉金)은 자기 계절의 절정이기 때문에 중기가 없다. 다만, 오화는 기토(己土)의 기운이 있는데, 이는 여름 중간에 비가 오지 않으면, 다음 계절 가을에 결실을 맺지 못하기 때문에 습토인 기토의 기운이 있다.

### 정리
정리를 하면 아래와 같다.
| 지지 | 여기 | 중기 | 정기 |
| ---- | ---- | ---- | ---- |
| 子   | 壬   | 없음 | 癸   |
| 丑   | 癸   | 辛   | 己   |
| 寅   | 戊   | 丙   | 甲   |
| 卯   | 甲   | 없음 | 乙   |
| 辰   | 乙   | 癸   | 戊   |
| 巳   | 戊   | 庚   | 丙   |
| 午   | 丙   | 己   | 丁   |
| 未   | 丁   | 乙   | 己   |
| 申   | 戊   | 壬   | 庚   |
| 酉   | 庚   | 없음 | 辛   |
| 戌   | 辛   | 丁   | 戊   |
| 亥   | 戊   | 甲   | 壬   |

## 지장간의 기운 비(比)
세 가지의 지장간 중에서는 정기의 기운이 가장 강하다. 그 다음으로는 여기의 기운이 가장 강하며, 중기의 기운은 약간만 작용된다. 전체를 30으로 보면, 세 지장간의 차지 비중은 다음과 같다.
| 지지 | 여기 | 여기 | 중기 | 중기 | 정기 | 정기 |
| ---- | ---- | ---- | ---- | ---- | ---- | ---- |
| 子   | 壬   | 10   | 없음 | 없음 | 癸   | 20   |
| 丑   | 癸   | 9    | 辛   | 3    | 己   | 18   |
| 寅   | 戊   | 7    | 丙   | 7    | 甲   | 16   |
| 卯   | 甲   | 10   | 없음 | 없음 | 乙   | 20   |
| 辰   | 乙   | 9    | 癸   | 3    | 戊   | 18   |
| 巳   | 戊   | 7    | 庚   | 7    | 丙   | 16   |
| 午   | 丙   | 10   | 己   | 9    | 丁   | 11   |
| 未   | 丁   | 9    | 乙   | 3    | 己   | 18   |
| 申   | 戊   | 7    | 壬   | 7    | 庚   | 16   |
| 酉   | 庚   | 10   | 없음 | 없음 | 辛   | 20   |
| 戌   | 辛   | 9    | 丁   | 3    | 戊   | 18   |
| 亥   | 戊   | 7    | 甲   | 7    | 壬   | 16   |

생지인 인목(寅木)과 신금(申金), 사화(巳火)와 해수(亥水)는 여기와 중기는 각각 7일씩, 정기는 16일 동안 각 지장간의 기운이 온다. 왕지인 자수(子水)와 오화(午火), 묘목(卯木)과 유금(酉金)은 여기는 10일, 정기는 20일 동안 각 지장간의 기운이 온다. 단, 오화의 경우 중기인 기토가 9일 동안, 정기인 정화가 11일 동안 해당 기운이 온다. 고지인 진토(辰土)와 술토(戌土), 축토(丑土)와 미토(未土)는 여기는 9일, 중기는 3일, 정기는 18일 동안 각 지장간의 기운이 온다.

## 같이 보기
- 사주팔자
- 천간
- 지지